# Ptychadena bunoderma
Ptychadena bunoderma es una especie  de anfibios de la familia Ranidae.

## Distribución geográfica
Se encuentra en Angola, Zambia y, posiblemente en la República Democrática del Congo.  